# Nina Jakowlewna Simonowitsch-Jefimowa

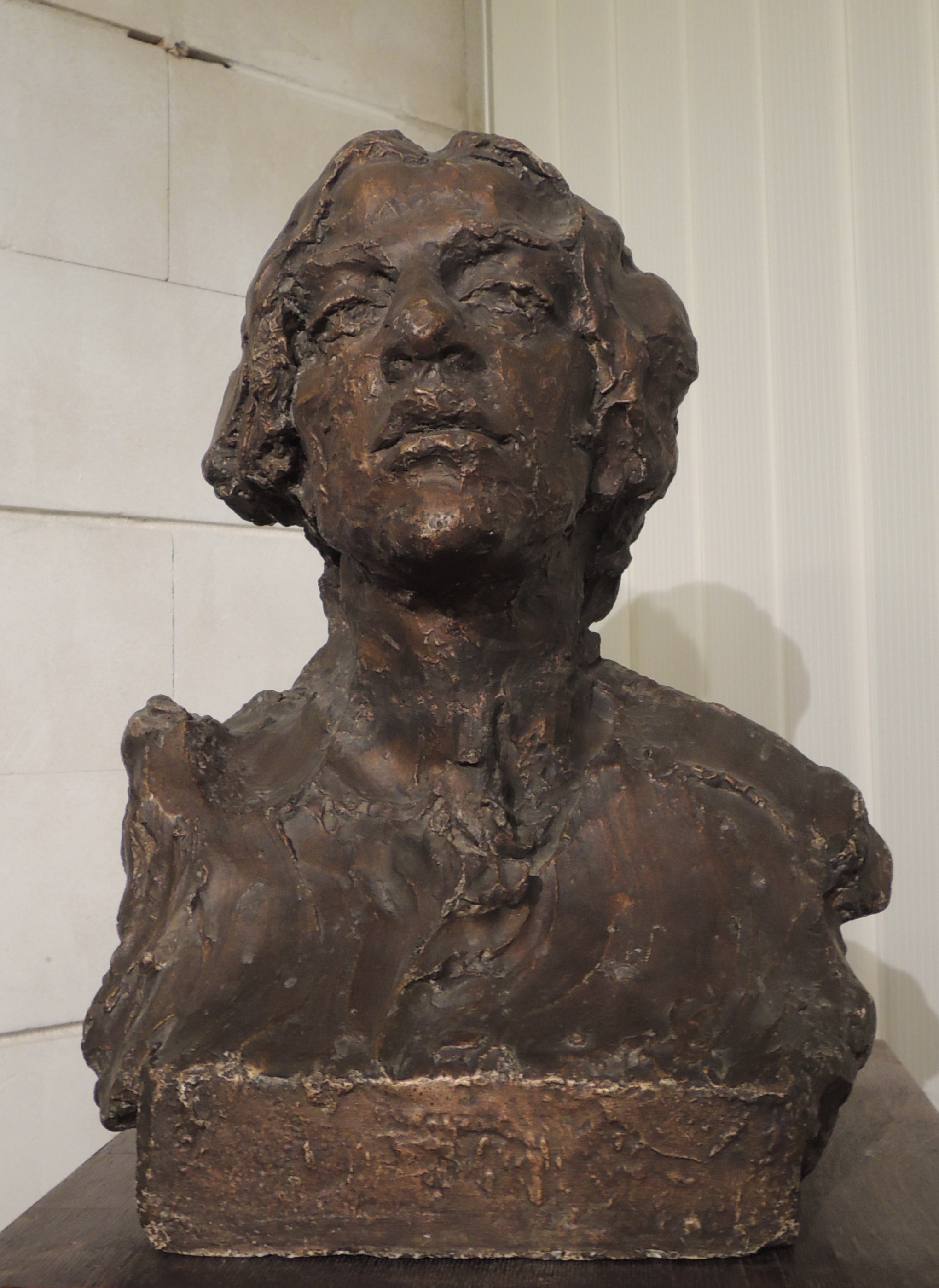
Nina Jakowlewna Simonowitsch-Jefimowa (Anna Golubkina, 1907, Golubkina-Museum Moskau)

Nina Jakowlewna Simonowitsch-Jefimowa (russisch Нина Яковлевна Симонович-Ефимова; * 9. Januarjul. / 21. Januar 1877greg. in St. Petersburg; † 24. Februar 1948 in Moskau) war eine russische bzw. sowjetische Malerin.

## Leben
Simonowitsch, Tochter des Kinderarztes Jakow Simonowitsch und der Pädagogin Adelaida Simonowitsch, erhielt in den Jahren 1880–1890 Malunterricht von ihrem Vetter Walentin Serow. Von 1897 bis 1899 lernte sie Zeichnen in O. M. Schmerlings Privatschule in Tiflis. Den Besuch der Stroganow-Kunstschule in Moskau schloss sie 1900 ab. Sie heiratete 1906 den Künstler Iwan Jefimow.
Simonowitsch studierte nun an der Moskauer Hochschule für Malerei, Bildhauerei und Architektur mit Abschluss 1911. Bis 1911 studierte sie auch in Paris Malerei bei Auguste Joseph Delécluse, in der Académie Colarossi und in der Académie Matisse.
Nach der Februarrevolution trat Simonowitsch 1917 mit ihrem Mann in den Abenden der Moskauer Künstlergenossenschaft mit Petruschka-Stockpuppen auf. Sie gründete dann mit ihrem Mann 1918 nach der Oktoberrevolution in Moskau das Petruschka- und Schattenspieltheater im Theater der Kinderkommission der Theater- und Musik-Sektion des Mossowjet, das bis 1940 spielte.
Von 1928 bis 1942 lehrte Simonowitsch die Methodik des Schattenspieltheaters mit Kursen im Krupskaja-Haus für Kunsterziehung, im Museum für Mutterschaft und Kindheit, in der Allrussischen Theatergesellschaft und in der Moskauer Estrada-Organisation. Im Übrigen schmückte sie Moskauer öffentliche Gebäude aus. Für den Gorki-Park schuf sie die Skulpturengruppe Vom Moskau des Adels und der Kaufleute zum sozialistischen Moskau.
Im Deutschen Angriffskrieg gegen die Sowjetunion verzichtete Simonowitsch mit ihrem Mann auf die Evakuierung und arbeitete in Moskau als Krankenschwester.
Simonowitsch starb am 24. Februar 1948 in Moskau und wurde auf dem Wwedenskoje-Friedhof begraben.
Werke Simonowitschs befinden sich in der Tretjakow-Galerie, im Russischen Museum und in anderen russischen Museen. Eine Ausstellung gab es 2002 in Podolsk. In dem Haus, in dem Simonowitsch-Jefimowa und jefimow wohnten, ist ein Erinnerungsatelier der Jefimows und des Künstlers Wladimir Faworski eingerichtet.

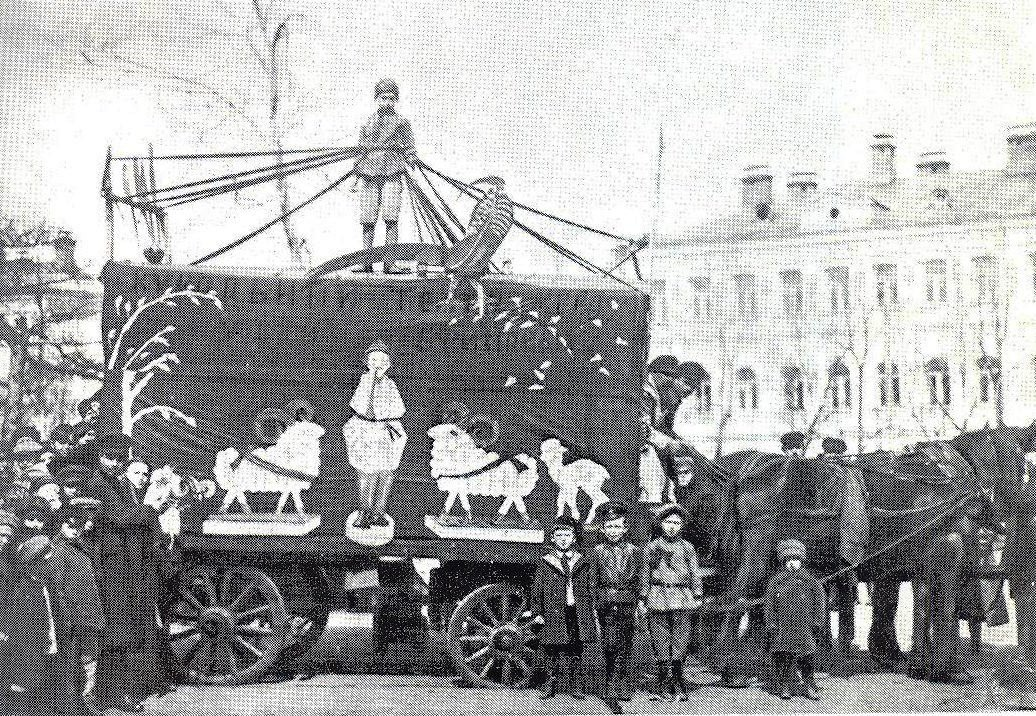
Jefimows Theater (1919)
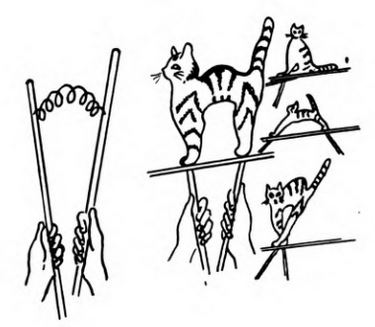
Konstruktion einer Katze
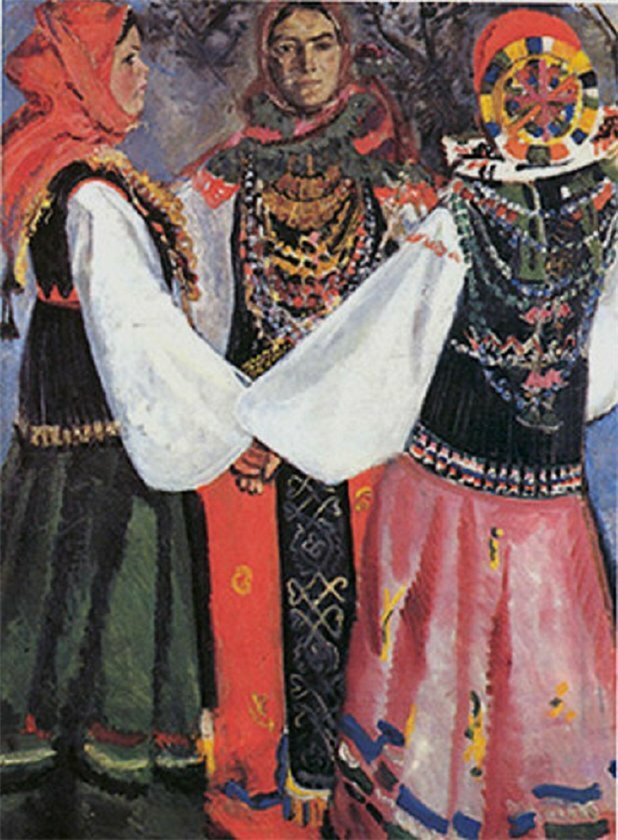
Der Reigen (1914)
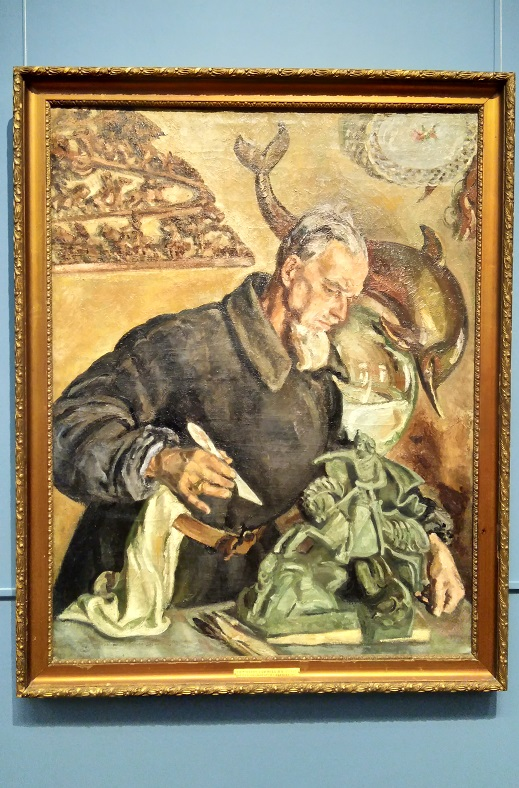
Porträt Iwan Jefimows (1942, Tretjakow-Galerie)